# Tydd St Mary
Tydd St Mary est une paroisse civile et un village du Lincolnshire, en Angleterre.